# Зайчар (село)
 Тази статия е за селото в България.  За града в Сърбия вижте Зайчар.  
Зайча̀р е село в Югоизточна България, община Руен, област Бургас.

## География
Село Зайчар се намира около 10 km на запад-югозапад от общинския център село Руен и 10 km на северозапад от град Айтос. Разположено е в северните склонове на Карнобатската планина, Източна Стара планина, край река Голяма (Алма дере, известна на различните места по течението ѝ и като Боаздере, Шиваровска река, Коджадере) (десен приток на река Луда Камчия), която има началото си в южните околности на селото. Общински път свързва Зайчар със съседното на север село Вресово и минаващия през него третокласен републикански път III-7305, както и с близкия източно от Вресово третокласен републикански път III-208, който на север води към град Дългопол, а на юг – към град Айтос, с отклонение по третокласния републикански път III-2085 към село Руен. Надморската височина е около 416 m при влизането на общинския път в Зайчар от изток, нараства бавно на запад до към 430 m в северозападния край на селото, а на югоизток около реката намалява до около 370 m.
Климатът е преходноконтинентален с планинско климатично влияние, в землището преобладават лесивираните почви.
Населението на село Зайчар наброява 798 души към 1934 г. и запазва приблизително такова равнище до 1956 г., към 1965 г. нараства рязко, има максимума си – 1182 души към 1985 г., а към 2018 г. наброява (според текущата демографска статистика за населението) 1110 души.
При преброяването на населението към 1 февруари 2011 г., от обща численост 1132 лица, за 1108 лица е посочена принадлежност към „турска“ етническа група и за останалите не е даден отговор.

## История
След края на Руско-турската война 1877 – 1878 г., по Берлинския договор селото остава на територията на Източна Румелия. От 1885 г. – след Съединението, то се намира в България с името Гюдженлер. Преименувано е на Зайчар през 1934 г.

## Население

### Етнически състав
Преброяване на населението през 2011 г.
Численост и дял на етническите групи според преброяването на населението през 2011 г.:
|                     | Численост |
| Общо                | 1132      |
| Българи             | -         |
| Турци               | 1108      |
| Цигани              | -         |
| Други               | -         |
| Не се самоопределят | -         |
| Неотговорили        | 0.22      |

## Религии
Религията, изповядвана в село Зайчар, е ислям.

## Обществени институции
Село Зайчар към 2020 г. е център на кметство Зайчар.
В село Зайчар към 2020 г. има:
- действащо общинско основно училище „Никола Йонков Вапцаров“;[11]
- действащо читалище „Фар – 1952 г.“;[12][13]
- постоянно действаща джамия;[14]
- пощенска станция.[15]